# Фаюмська культура В
Карун(ій)ська культура (англ. Qarunian), Фаюмська культура B (Б) — епіпалеолітична археологічна культура додинастичного Єгипту.
Існувала в період близько 6000-5000 до н. е. Знахідки, пов'язані з даною культурою, виявлені на північ і захід від сучасного Фаюмського озера в місцевості Біркет-Карун. Ці знахідки вказують на сезонний характер стоянок даної культури.
Кам'яна промисловість — мікроліти. Типові знаряддя — ножі, скребки. Деякі типи кам'яних виробів, як, наприклад, наконечники стріл, використовувалися і пізнішою фаюмською культурою A, що вказує на зв'язок між цими культурами. Кераміка відсутня.
Судячи з тваринних решток, громади карунійської культури жили в основному риболовлею, що частково доповнювалося полюванням на диких тварин і збиранням поживних рослин. Відоме тільки одне поховання даної культури, де похована 40-річна жінка в злегка скорченому положенні, лежачи на лівому боці, головою на схід.